# Female:pressure
female:pressure é uma plataforma internacional feminista feita por e para mulheres DJ's, produtoras, artistas e pesquisadoras da área de música eletrônica. female:pressure foi iniciada na Europa (Alemanha e Áustria) em 1998 pela artistas Electric Indigo, Acid Maria e Gudrun Gut, entre outras. 
Baseado na web, o banco de dados foi criado com o intuito de promover o apoio mútuo e a comunicação, bem como para servir de fonte de informação entre DJs, musicistas, produtoras, selos musicais e artistas plásticas e de música eletrônica do sexo feminino, transgênero ou feministas não-binárias. A rede oferece um banco de dados em código livre, bem como uma plataforma para compartilhamento de áudio e duas listas de discussão. O banco de dados é programado continuamente e contém links para as páginas web, bem como informações referentes à localização, área de trabalho e ao estilo musical de quase 2000 artistas em 73 países.

## Objetivos e atividades
female:pressure enfatiza e valoriza a praticidade e a necessidade de redes e de comunicação na área da música eletrônica, onde, segundo muitos estudos, pode ser constatada uma grande desigualdade na representatividade entre os gêneros. Sendo a falta de visibilidade uma das causas da baixa representatividade feminina, como afirmam os referidos estudos, dar visibilidade às artistas femininas é um dos objetivos principais da rede female:pressure. Além de cadastrar-se no site, as artistas também podem se inscrever em uma lista interna de e-mails, a qual oferece a oportunidade de troca, planejamento de novos projetos, ajuda, informações, compartilhamento de experiências e oportunidades de trabalho. 
Desde 2013, a cada dois anos, female:pressura publica o Facts Survey, um levantamento da representação de gênero nos principais festivais de música. Além disto, a rede origina ações coletivas, como por exemplo Perspectives Festival em Berlim, VISIBILITY tumblr ou #Rojava Awareness & Solidarity Action.

## Reflexos empaíses lusófonos

### Brasil
No Brasil, a atuação da rede female:pressure inspirou as produtoras Daniella Pimenta, Débora Schuw, Milena Camilotti e Margô Pasheco a criarem o coletivo Mulheril, responsável pela organização de festas com lineup exclusivamente feminino. Um outro exemplo brasileiro é a Women´s Music Event (WME), uma plataforma de música, negócios e tecnologia vista por uma perspectiva feminina, iniciada pela jornalista e editora musical Claudia Assef e pela produtora cultural e advogada Monique Dardenne. 
female:pressure mantém também uma parceria com o Sonora Ciclo Internacional de Compositoras, um festival internacional de composição e criação feminina, que teve origem no Brasil e é organizado de forma colaborativa por autoras/produtoras em diversas cidades do mundo (com 65 cidades e 16 países participantes da edição de 2017). A Sonora – músicas e feminismos, uma rede colaborativa que reúne artistas e pesquisadoras/es interessadas/os em manifestações feministas no contexto das artes, realiza três atividades regulares: um grupo de estudos com discussões de textos e sessões de escuta; a série vozes, que recebe mulheres artistas para falarem sobre seus próprios trabalhos; e a série visões que recebe pesquisadoras/es atuantes nas áreas de gênero e feminismos.

## Links
- Site Oficial